# Большой Нартоваж
Большой Нартоваж — река в России, протекает по Архангельской области. Устье реки находится в 75 км по левому берегу реки Нижняя Лупья. Длина реки составляет 23 км. Имеет правый приток — Малый Нартоваж.

## Данные водного реестра
По данным государственного водного реестра России относится к Двинско-Печорскому бассейновому округу, водохозяйственный участок реки — Вычегда от города Сыктывкар и до устья, речной подбассейн реки — Вычегда. Речной бассейн реки — Северная Двина.
Код объекта в государственном водном реестре — 03020200212103000024334.